# ニホンカボチャ
ニホンカボチャ（日本南瓜、学名: Cucurbita moschata）は、ウリ科カボチャ属の一年生植物。中央アメリカもしくは南アメリカ北部が原産。菊かぼちゃや鶴首かぼちゃなどの品種がこのかぼちゃに含まれる。ニホンカボチャの品種は一般的に、セイヨウカボチャやペポカボチャのものよりも高温多湿な気候に強く、病虫害に対してもより大きな抵抗性を示す。市販のパンプキンパイミックスの原材料にはニホンカボチャの種類が最もよく使われている。
カボチャ属の祖先種は人類が到達する以前のアメリカ大陸に自生していた。進化的に言えば、カボチャ属内で遺伝学的に孤立している種がなく、この属の起源は比較的最近である。ニホンカボチャは属内の遺伝学的な橋渡しとなり、カボチャ属の祖先に最も近い。

## ニホンカボチャと日本のかぼちゃ
「ニホンカボチャ」は種 Cucurbita moschata に与えられた和名である。しかし日本の市場におけるかぼちゃのほとんどは、セイヨウカボチャ C. maxima の日本品種である栗かぼちゃであり、ニホンカボチャとは別種である。日本国外で「Japanese pumpkin（日本のかぼちゃ）」や「kabocha」と呼ばれるかぼちゃも主に、栗かぼちゃでありニホンカボチャではない。

## 品種

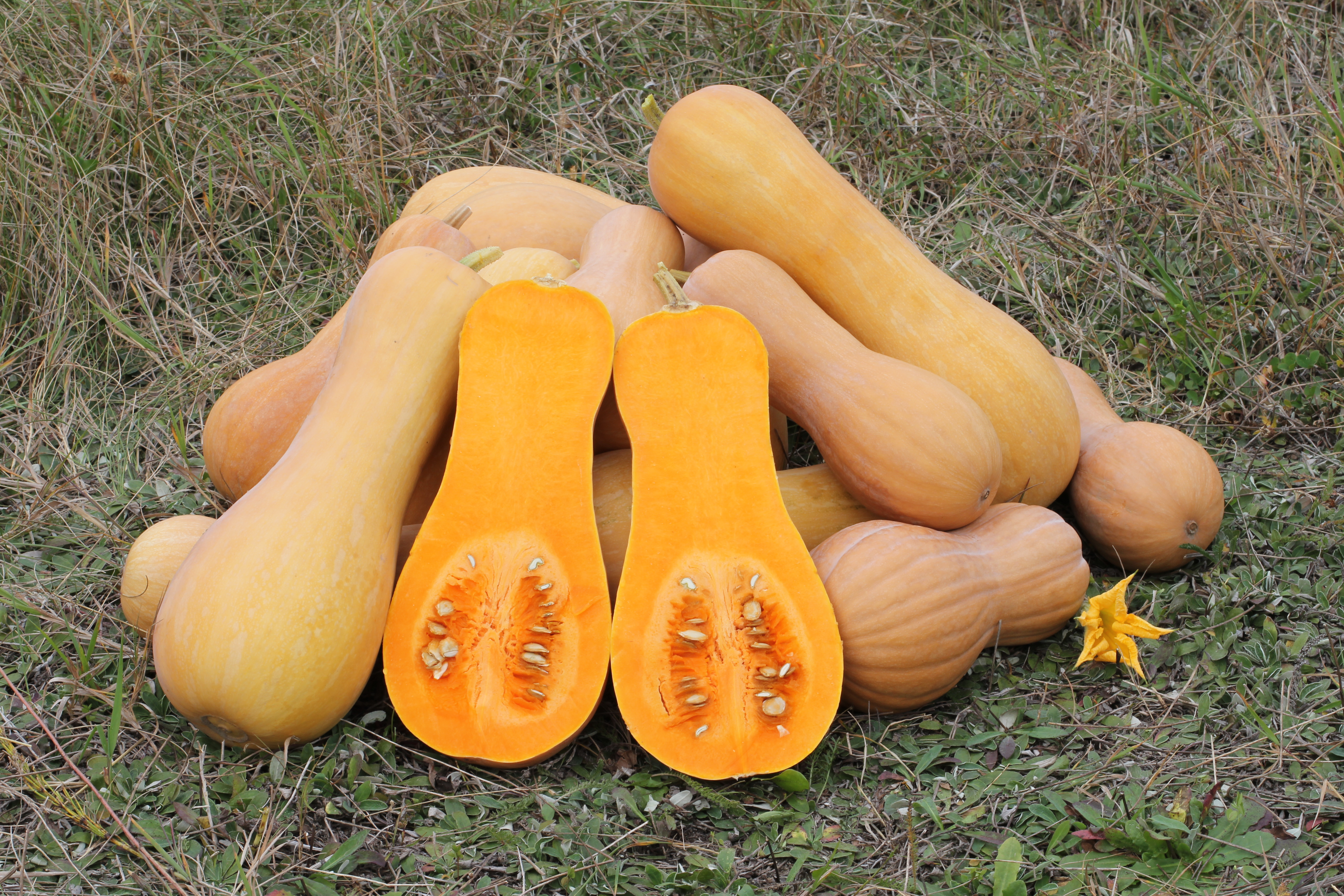
バターナッツあるいはベル型
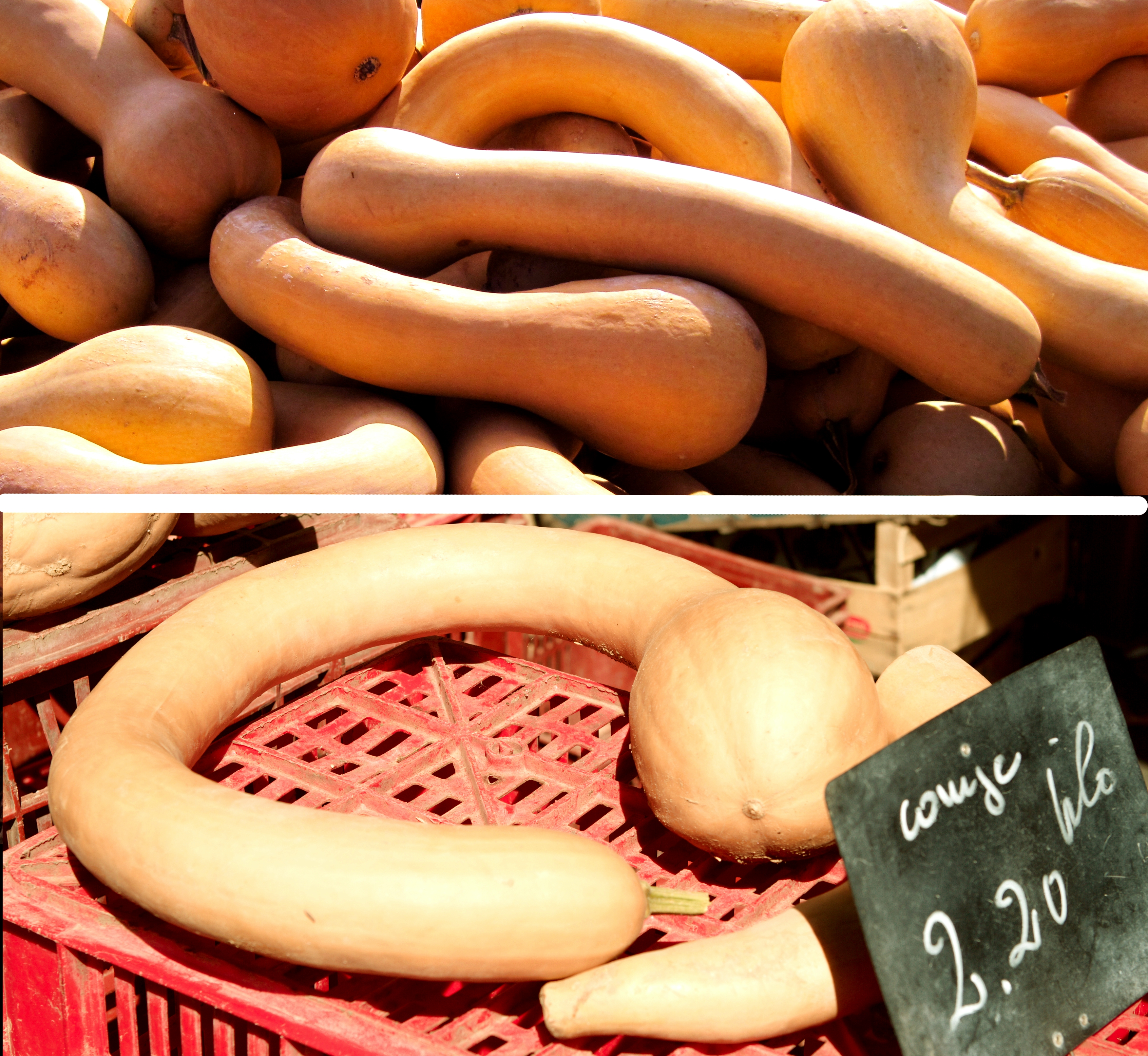
鶴首かぼちゃ
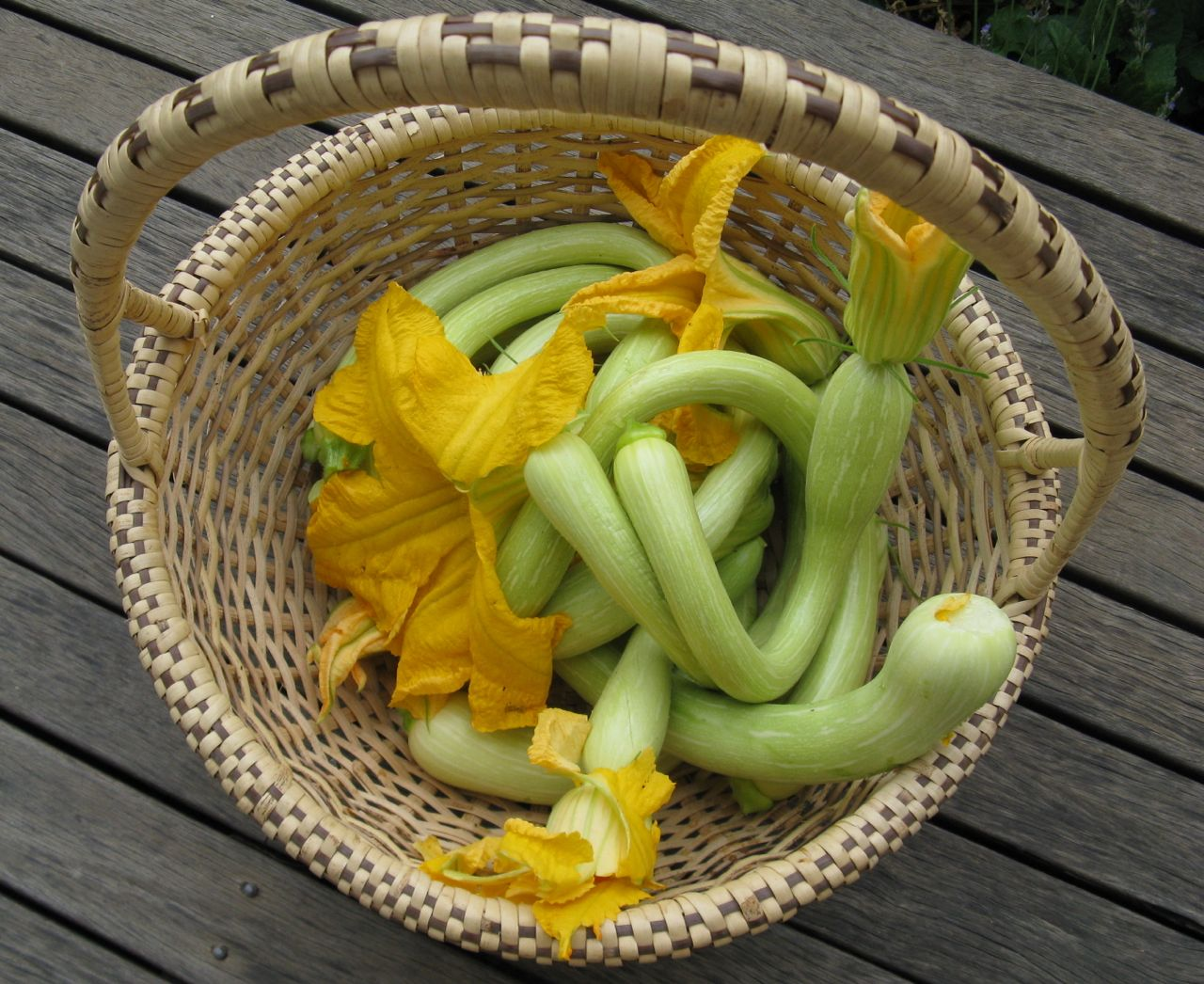
トロンボンチーノ（鶴首かぼちゃ群、未熟果）
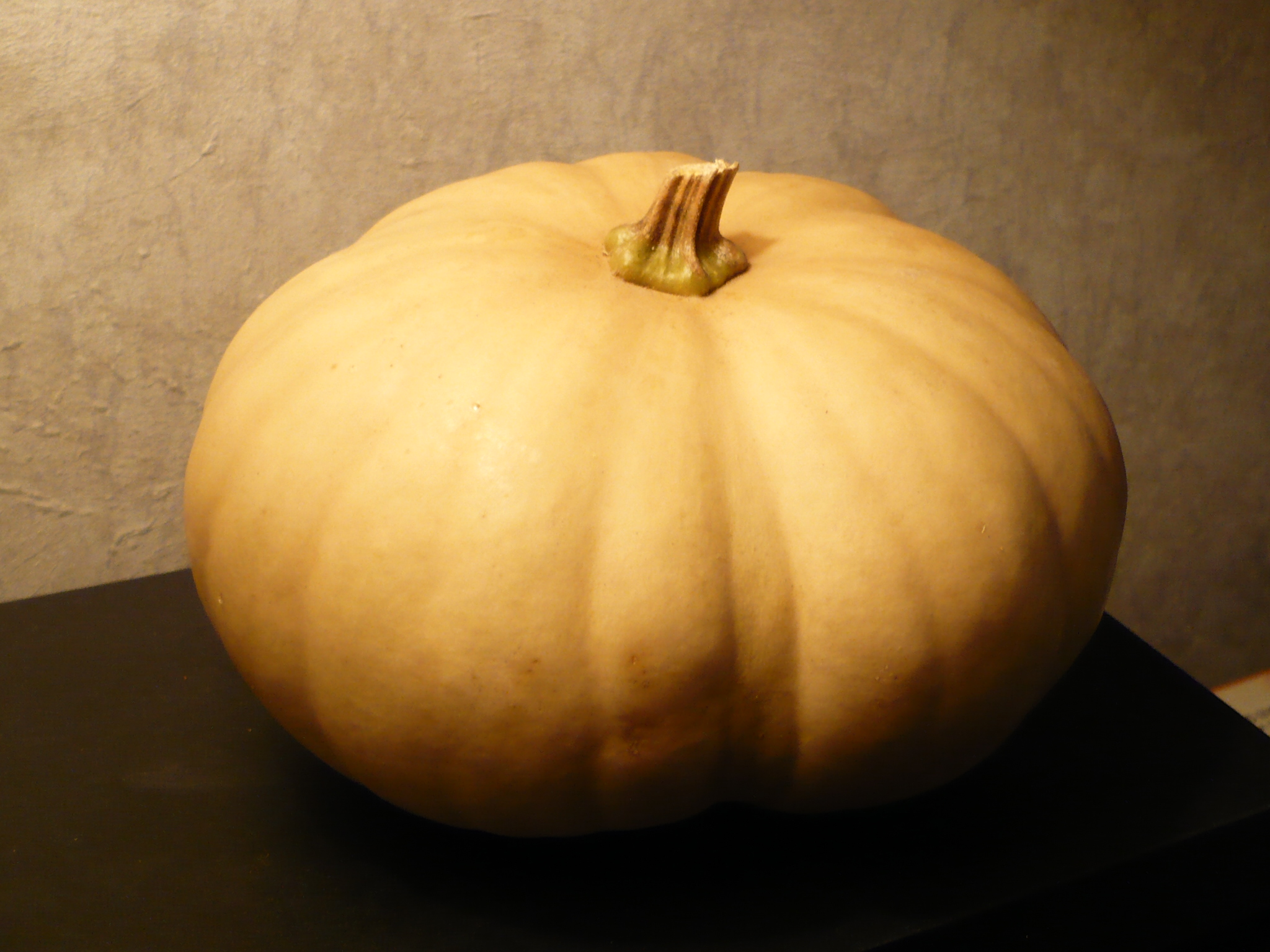
ロングアイランドチーズかぼちゃ
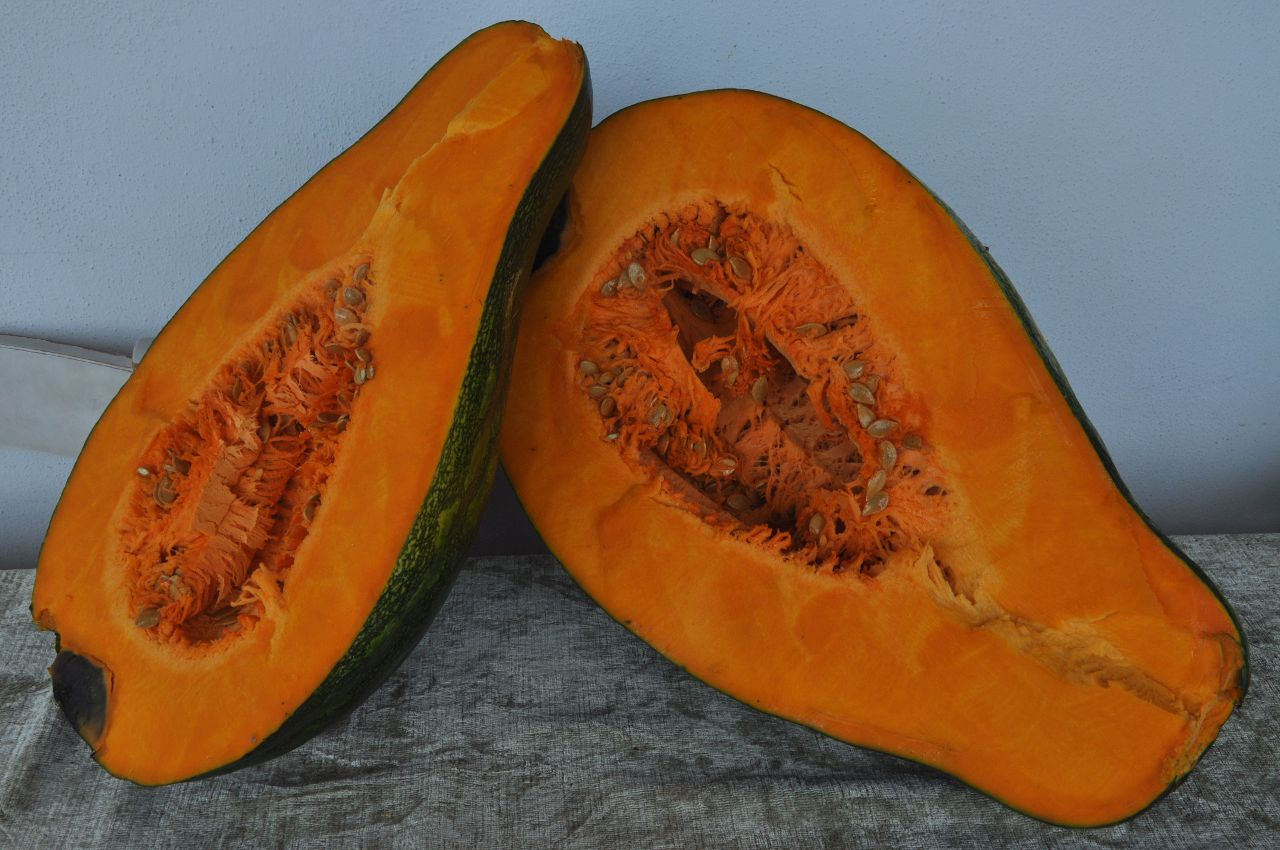
ジロモン
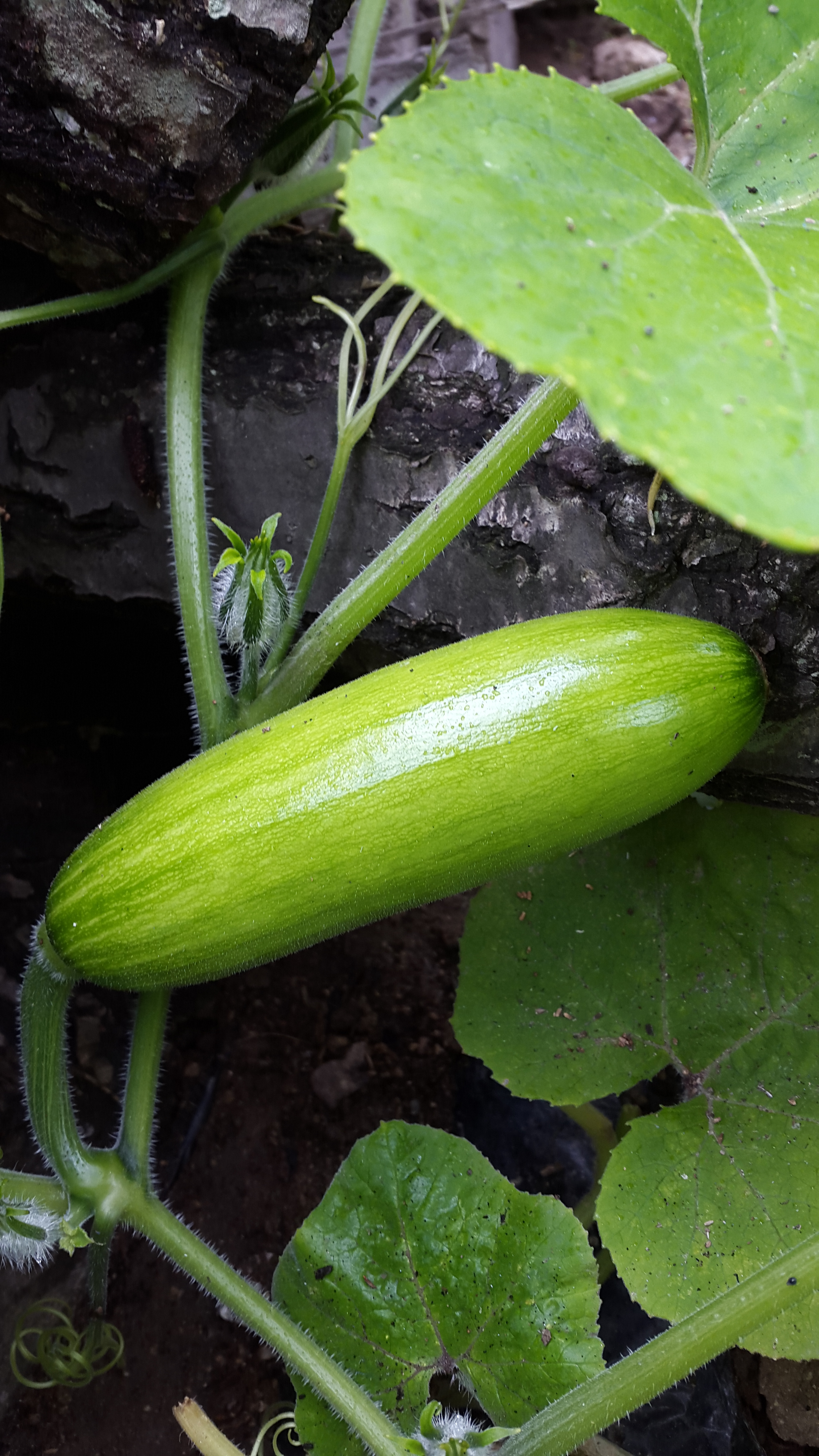
エホバク、韓国ズッキーニとも
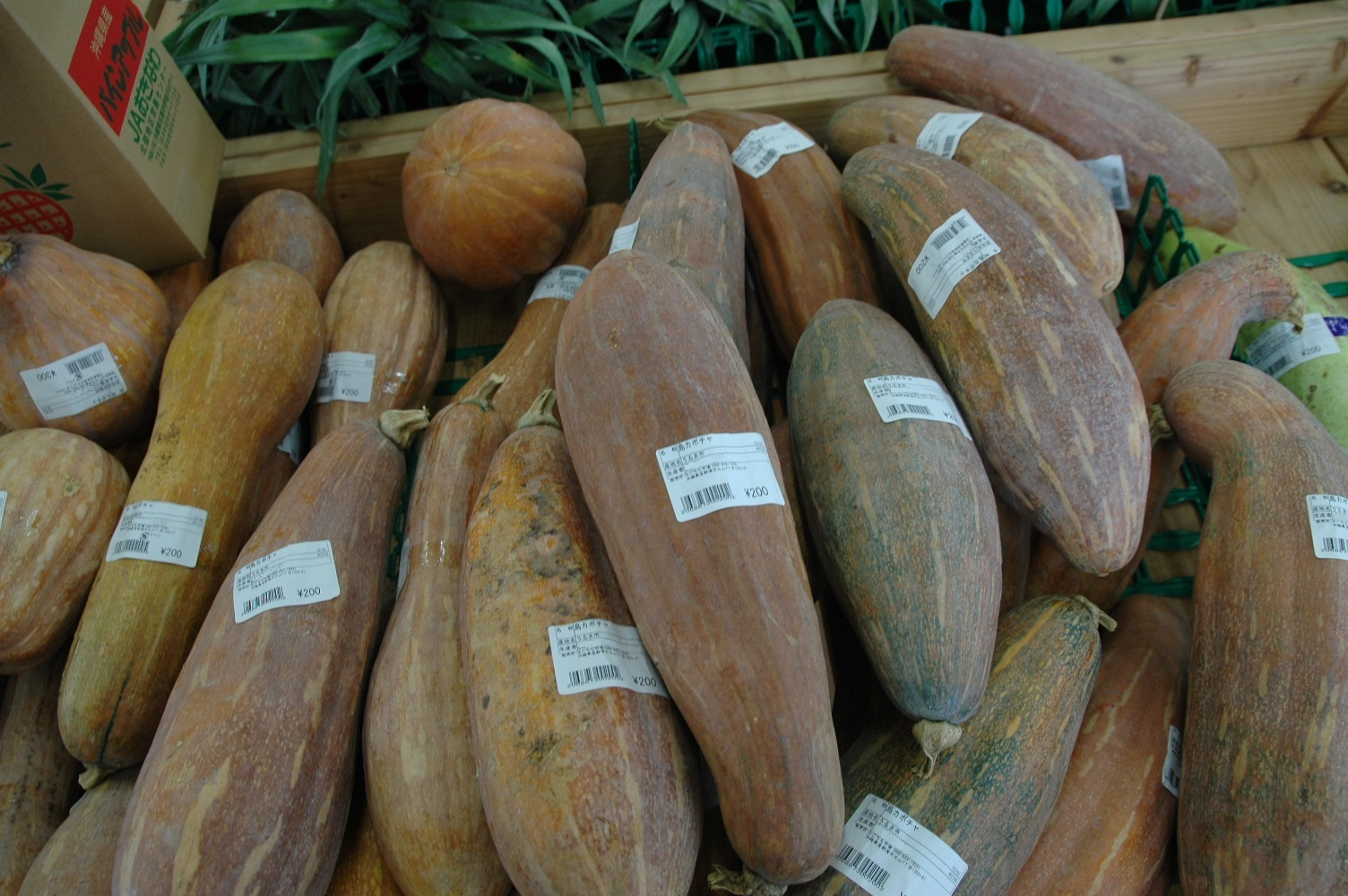
島かぼちゃ

### 日本の主な品種
黒皮種
形は腰高で、皮は黒緑色。縦に深い溝がある。
- 日向（ひゅうが）

黒皮小玉種
手のひらに収まる食べきりサイズで使いやすく需要がある。果皮の色は緑から濃緑。
- 小菊（こぎく）

その他
- 白皮砂糖
昭和7年に中国から渡来した在来種を日本で改良した品種。
- 鹿ケ谷かぼちゃ（ししがたにかぼちゃ）
京野菜（京都の伝統野菜）の一つ。ひょうたんのような形が特徴的。
- 縮緬かぼちゃ（ちりめんかぼちゃ）
果皮の表面が縮緬状にゴツゴツしている独特な外観をもつ。愛知県の伝統野菜。
- 勝間南瓜（こつまなんきん）
なにわ野菜の一つで小粒なので戦中から作られなくなったが復活した。大阪市西成区にある生根神社には「こつま南京塚」がある。
- 三毛門カボチャ

福岡県で古くから作られてきた伝統野菜のひとつ。
- 鶴首かぼちゃ

愛知県や宮崎県など、各地で栽培されてきた品種で、果実の形状が首の長いひょうたん型になる珍しい品種。
- 島かぼちゃ

沖縄県で栽培されてきた在来種。果実の形状は菊座型やひょうたん型など多彩。